# SN 2006px
SN 2006px – supernowa typu Ia odkryta 14 listopada 2006 roku w galaktyce A233317+0057. W momencie odkrycia miała maksymalną jasność 22,30m.